# Zip Zip
Zip Zip es una serie animada francesa creada por Aurore Damant, basada en una idea original de Anne Ozannat y producida por GO-N Productions. En Alemania se estrenó en Super RTL el 23 de marzo de 2015, y en Francia, la serie comenzó a transmitirse en el canal France 3 el 4 de abril de 2015.
En Latinoamérica se preestrenó en Disney Channel el 4 de octubre de 2015, seguido por el estreno oficial el 19 de octubre de 2015.

## Sinopsis
Washington (un zorro), Sam (un jabalí), Eugenia la hermana menor de Sam y Suzie (un mirlo), están cansados de vivir la vida salvaje, y para ello deciden disfrazarse de mascotas domésticas para disfrutar las comodidades de la vida en la ciudad.

## Historia
Washington es un zorro que creció en el bosque junto con sus amigos: Sam y Eugenia un par de jabalíes y Suzie un mirlo. En el bosque tienen más que suficiente lodo, lluvia, mucho frío, moras insípidas y enormes osos.
Su sueño es tener una cama cómoda, un televisor de pantalla plana y una nevera siempre llena. Washington se las arregla para conseguir unos disfraces muy convincentes de animales domésticos.
Así Washington se disfraza de un perro, Sam se convierte en un gato, Eugenia se transforma en un lindo conejo y Suzie en un adorable canario. Con su nueva identidad secreta son adoptados por una pareja y de este modo empiezan a gozar de la buena vida así como los places de las comodidades modernas.
Ellos están listos para integrarse en este nuevo mundo y afrontar cualquier reto, incluyendo reprimir la bestia que tienen dentro.

## Personajes

### Protagonistas
- Washington (Zorro): Es el líder del grupo es astuto, listo, divertido, un poco torpe y gracioso. Cuando él y sus amigos, están en una situación donde sus identidades corren peligro de ser descubiertos, él siempre busca y tiene un plan para todo.

- Sam (Jabalí): Es el mejor amigo de Washington. Es glotón, divertido, ingenuo, gracioso, sensible, listo y un poco torpe. Es el hermano mayor de Eugenia, como es su hermano mayor trata siempre de cuidarla y protegerla y tiene una obsesión con las trufas. Como esta disfrazado de gato trata de imitar y seguir a Victoria.

- Eugenia (Jabalí): Es la hermana menor de Sam. Es adorable, graciosa, divertida, inocente y hiperactiva. Le encanta ver la televisión y jugar con su amiga Susie.

- Susie (Mirlo): Es la mejor amiga de Eugenia. Es divertida, inocente, hipéractiva, graciosa y muy despistada. A veces se olvida que es un pájaro.

- Victoria (Gato): Era la única mascota de los señores Livingstones. Es gruñona, egoísta, inteligente, competitiva, ruda y testaruda. Siempre quiere dormir, estar tranquila y tener el mejor sitio para dormir. No le gusta cuando Sam juega con sus juguetes o tiene su yerba de gato, ni tampoco de ser niñera de Eugenia y Susie. Todas las noches cuando sus dueños se va a dormir ella quiere ser la única en dormir en su cama. Le gusta engañar y asustar a Washington y a sus amigos y le encanta ver novelas románticas. No obstante, en episodio posteriores, ya no se lleva tan mal con Washington y sus amigos.

### Personajes secundarios
- Nugget (Gato): Es una gata vecina. Es esponjosa color rosa y es la hermana de Flofie. Tiene sentimientos románticos por Washington.

- Flofie (Gato): Es la hermana mayor de Nugget. Es histérica y ruda. Siempre manda a su hermana.

- Viejo Zorro (Zorro): Es un zorro viejo al cual Washington alimentaba cuando era pequeño. Se podría decir que ya está muerto. Se desconoce si era parte de la familia de Washington.

- Ermelina (Zorro): Es una zorra del bosque. Los empleados de la Perrera la persiguieron por escarbar en unos tachos de basura. Washington se enamoró de ella desde que la vio. Al principio, no le gustaban los animales domesticados, pero cuando se dio cuenta de que Washington era uno, lo apoyó y accedió a rescatar a Sam, Eugenia, Susie y Victoria del camión de la Perrera. Tras eso, le dijo a Washington que algún día podrían volver a concertar una cita, y dejó de odiar a los animales domesticados. No ha vuelto a aparecer hasta ahora, pero se cree que podría regresar en la Temporada 2 (si es que esta se hace).

- Polilla (Polilla): Es una polilla que entró a la casa de los Livingstones gracias a Washington y a sus amigos, pero se comió muchas telas, entre ellas la parte de abajo del disfraz de Sam, pero dejó de molestarlos cuando le hicieron un disfraz de mariposa.

- Sr. Buzz: Es el jefe del Sr. Livingstone

### Antagonistas
- Mitch (Oso): Es un Oso pardo que quiere que las mascotas se vuelvan al bosque, excepto Victoria, ya que la trata como un peluche. Es adicto a las galletas, por lo cual en cierta ocasión secuestró a Gracie y a Alphie.

- Alvarez (Perro): Es un Lebrel afgano refinado y elegante que siempre les muestra a todos que es el perro perfecto. Siempre compite y se burla mucho de Washington generalmente por su ladrido, desconociendo por completo que es un zorro. No obstante, no se lleva tan mal con Sam, ya que lo apoyó cuando se convirtió en una estrella viral.

- Platon (Perro): Es un perro vecino Terrier escocés. Es el amigo de Alvarez y también se burla de Washington, aunque no tanto como Alvarez.

- Vladimir (Humano): Es el veterinario de la ciudad. Los Livingstones siempre llevan a sus mascotas a su consultorio. Es el terror de Washington y sus amigos, como también el terror de Victoria. Detesta los gérmenes. Forma parte de los empleados de la Perrera y es muy cobarde.

- Gracie (Humano): Es la pequeña hija de la Sra. Appletone y la hermana mayor de Alphie. Le gusta hacer ruido con el xilófono y jugar con Victoria. Pero ella y Alphie siempre juegan muy rudo. Son el terror de Washington, Sam y Victoria.

- Alphie (Humano): Es el pequeño hijo de la Sra. Appletone y el hermano menor de Gracie. Le gusta hacer ruido con el xilófono y jugar con Victoria. Pero él y Gracie juegan muy rudo. Son el terror de Washington, Sam y Victoria. Se puede decir que es más rudo que Gracie, y además, aspira a ser mago.

- Colmillo (Gato): Es un gato callejero que está obsesionado por conquistar a Victoria, a tal punto que esta fingió ser novia de Sam. Fue ahuyentado inintencionalmente por Washington. En otra ocasión, se enamoró de Sam pensando que era una gata, pero cuando descubrió la verdad, se apenó tanto y se negó a volver a prestarle atención a Victoria, quien quiso que la volviera a cortejar.

## Reparto
| Personaje                           | Actor original   | Actor de doblaje | Actor en inglés    |
| ----------------------------------- | ---------------- | ---------------- | ------------------ |
| Washington                          | Gauthier Battoue | Angel Lugo       | Matthew Geczy      |
| Sam                                 | Benoît Du Pac    | Randy Arias      | David Coburn       |
| Eugenia                             | Camille Donda    | Yojéved Meyer    | Sharon Mann        |
| Suzie                               | Charlyne Pestel  | Gabriela Belén   | Tiffany Hofstetter |
| Victoria                            | Diane Dassigny   | Lileana Chacón   | Tiffany Hofstetter |
| Sra. Livingstone                    | Natacha Muller   | María López      | Sharon Mann        |
| Sr. Livingstone                     | Nessym Guetat    | Rolman Bastidas  | David Coburn       |
| Fluffy (Inglés) Framboise (Francés) | Leslie Lipkins   | Arelys González  |                    |
| Nugget (Inglés) Nouga (Francés)     | Annabelle Roux   | Aura Caamaño     |                    |
| Mitch                               | Bruno Magne      | David Silva      | Matthew Geczy      |
| Vladimir                            | Bruno Magne      | Carlos Pinto     | David Coburn       |
| Estudios de doblaje                 | N/A              | Etcétera Group   | N/A                |

## Episodios

### Temporada 1
| N° | Título original                                                                     | Título en Hispanoamérica               | Guion por            | Escrito por                             | Fecha de estreno                                                                 |
| -- | ----------------------------------------------------------------------------------- | -------------------------------------- | -------------------- | --------------------------------------- | -------------------------------------------------------------------------------- |
| 1  | "Bye Bye Bathtime" Inglés "L'heure du bain" Francés                                 | La Hora del Baño                       | Lionel Allaix        | Ian Carney                              | 23 de marzo de 2015 9 de mayo de 2015 19 de octubre de 2015 12 de junio de 2018  |
| 2  | "A Tail to Tell" Inglés "Les chats pardeuses" Francés                               | Persecución de gatas                   | Lionel Allaix        | Cynthia True                            | 23 de marzo de 2015 20 de octubre de 2015 12 de junio de 2018                    |
| 3  | "Washington Gone Wild" Inglés "Attention ça tourne" Francés                         | Cuidado eso gira                       | Anthony Pascal       | Cynthia True                            | 24 de marzo de 2015 4 de abril de 2015 21 de octubre de 2015 13 de junio de 2018 |
| 4  | "Undercover Bother" Inglés "Washington tourne mal" Francés                          | Washington se vuelve malo              | Thierry Sapyn        | Brendan Hay                             | 25 de marzo de 2015 22 de octubre de 2015 13 de junio de 2018                    |
| 5  | "The Unsuitables" Inglés "Miam miam" Francés                                        | Miam miam                              | Christophe Pittet    | Thomas Barichella                       | 25 de marzo de 2015 23 de mayo de 2015 23 de octubre de 2015 14 de junio de 2018 |
| 6  | "No Good Dig Goes Unpunished" Inglés "Trou nouveau trou beau" Francés               | La madriguera nueva                    | Anthony Pascal       | Cynthia True                            | 26 de marzo de 2015 26 de octubre de 2015 14 de junio de 2018                    |
| 7  | "A.I." Inglés "Intelligence Artificielle" Francés                                   | Inteligencia artificial                | Gark                 | Pierre-Gilles Stehr                     | 26 de marzo de 2015 27 de octubre de 2015 15 de junio de 2018                    |
| 8  | "Party Animals" Inglés "Pas bête la fête" Francés                                   | La fiesta de cumpleaños                | Thierry Sapyn        | Cynthia True                            | 20 de abril de 2015 2 de mayo de 2015 28 de octubre de 2015 15 de junio de 2018  |
| 9  | "The Dot that Cannot Be Caught" Inglés "Le point insaisissable" Francés             | El Punto Rojo                          | Thierry Sapyn        | Erik Wiese                              | 30 de marzo de 2015 29 de octubre de 2015 16 de junio de 2018                    |
| 10 | "Rained In" Inglés "Une affaire pressante" Francés                                  | La lluvia                              | Baptiste Lucas       | Jessica Gao                             | 24 de marzo de 2015 30 de octubre de 2015 16 de junio de 2018                    |
| 11 | "Sweet and Sour Sam" Inglés "Sam aigre doux" Francés                                | Sam el agridulce                       | Nicholas Moschini    | Ian Carney                              | 30 de marzo de 2015 23 de mayo de 2015 2 de noviembre de 2015                    |
| 12 | "Master Bedroom" Inglés "La suite parentale" Francés                                | La cama de papá y mamá                 | Christophe Pittet    | Darren Belitsky                         | 27 de marzo de 2015 30 de mayo de 2015 3 de noviembre de 2015                    |
| 13 | "GoofTube" Inglés "Vidéo Gaffe" Francés                                             | La competencia de videos               | Nima Azarba          | Pierre-Gilles Stehr                     | 27 de marzo de 2015 4 de noviembre de 2015                                       |
| 14 | "Sick as a (Fox Dressed like a) Dog" Inglés "Malade comme un chien" Francés         | El resfriado de Victoria               | Nima Azarba          | Alec Holland                            | 31 de marzo de 2015 6 de junio de 2015 5 de noviembre de 2015                    |
| 15 | "Meet Mitch" Inglés "Voici Mitch" Francés                                           | El vecino Mitch                        | Christophe Pittet    | Erik Wiese                              | 2 de abril de 2015 8 de julio de 2015 6 de noviembre de 2015                     |
| 16 | "Welcome to the Doghouse" Inglés "Bienvenue dans la niche" Francés                  | Bienvenido a tu nueva casa             | Thierry Sapyn        | Darren Belitsky y Erik Wiese            | 2 de abril de 2015 11 de abril de 2015 9 de noviembre de 2015                    |
| 17 | "Toilet Break" Inglés "Suzie prend l'eau" Francés                                   | El fantasma de Susi                    | Fred Mintoff         | Guillaume Mautalent y Sébastien Oursel  | 7 de abril de 2015 10 de noviembre de 2015                                       |
| 18 | "Night of the WereFox" Inglés "La nuit du renard garou" Francés                     | La noche del zorro lobo                | Phillipe Leconte     | Erik Wiese                              | 1 de abril de 2015 9 de julio de 2015 11 de noviembre de 2015                    |
| 19 | "Guitar Hero" Inglés "L'amour rend sourd" Francés                                   | La guitarra mágica                     | Brice Magnier        | Thomas Barichella y Pierre-Gilles Stehr | 31 de marzo de 2015 12 de noviembre de 2015                                      |
| 20 | "Tail that Wags" Inglés "Sans queue ni tête" Francés                                | La cola que no se mueve                | Philippe Leconte     | Daryle Conners y Marya Sea Kaminski     | 7 de abril de 2015 13 de noviembre de 2015                                       |
| 21 | "Midnight Growler" Inglés "La police des jardins" Francés                           | La policía de jardines                 | Nima Azarba          | Nicolas Verpilleux                      | 8 de abril de 2015 31 de julio de 2015 1 de febrero de 2016                      |
| 22 | "Truffle Trouble" Inglés "Comme une truffe" Francés                                 | Locos por las trufas                   | Julien Thompson      | Pierre-Gilles Stehr                     | 8 de abril de 2015 31 de julio de 2015 2 de febrero de 2016                      |
| 23 | "(Un)Natural Enemies" Inglés "Comme chien comme chat" Francés                       | Un amigo natural                       | Thierry Sapyn        | Kristine Songco y Joanna Lewis          | 9 de abril de 2015 3 de febrero de 2016                                          |
| 24 | "The Wild Side" Inglés "Musique sauvage" Francés                                    | Música salvaje                         | Christophe Pittet    | Erik Wiese                              | 9 de abril de 2015 4 de febrero de 2016                                          |
| 25 | "Dare to be Wild" Inglés "Cap ou pas cap" Francés                                   | Yo te reto                             | Dominique Etchecopar | Erik Wiese                              | 10 de abril de 2015 5 de febrero de 2016                                         |
| 26 | "Going Postal" Inglés "La lettre maudite" Francés                                   | La carta indeseable                    | Fred Mintoff         | Antoine Guilbaud                        | 10 de abril de 2015 8 de febrero de 2016                                         |
| 27 | "August Fur-Low" Inglés "Des vacances mouvementées" Francés                         | Unas vacaciones agitadas               | Philippe Leconte     | Daryle Conners y Marya Sea Kaminski     | 13 de abril de 2015 9 de febrero de 2016                                         |
| 28 | "Boar to be Wild" Inglés "Bête de scène" Francés                                    | Animal de teatro                       | Olivier Derynck      | Kristine Songco y Joanna Lewis          | 13 de abril de 2015 10 de febrero de 2016                                        |
| 29 | "Gracie & Alphie Come to Play" Inglés "Gracie & Alphie" Francés                     | Gracie y Alphi                         | Nicolas Moschini     | Ian Carney                              | 1 de abril de 2015 15 de abril de 2015 11 de febrero de 2016                     |
| 30 | "Show Dog" Inglés "Chien super star" Francés                                        | Perro de concurso                      | Thierry Sapyn        | Nicolas Verpilleux                      | 14 de abril de 2015 16 de abril de 2015 12 de febrero de 2016                    |
| 31 | "Fetch!" Inglés "Va chercher !" Francés                                             | Atrapa                                 | Nima Azarba          | Erik Wiese                              | 14 de abril de 2015 17 de abril de 2015 15 de febrero de 2016                    |
| 32 | "Watchdog Wash" Inglés "Washington chien de garde" Francés                          | Washington el guardian                 | Julien Thompson      | Emmanuel de Franceschi                  | 15 de abril de 2015 18 de abril de 2015 16 de febrero de 2016                    |
| 33 | "A Short Term Leash" Inglés "La promenade infernale" Francés                        | El paseo infernal                      | Christophe Pittet    | Matthieu Chevallier                     | 15 de abril de 2015 17 de febrero de 2016                                        |
| 34 | "Welcome to the Jungle" Inglés "Bienvenue dans la jungle" Francés                   | Bienvenidos a la jungla                | Philippe Leconte     | Matthieu Chevallier                     | 16 de abril de 2015 22 de abril de 2015 18 de febrero de 2016                    |
| 35 | "Animal Carnival" Inglés "Le carnaval des animaux" Francés                          | El carnaval de los animales            | Thierry Sapyn        | Pierre-Gilles Stehr                     | 17 de abril de 2015 23 de abril de 2015 19 de febrero de 2016                    |
| 36 | "Foxy Lady" Inglés "Dame Renard" Francés                                            | Chica Zorro                            | Ronan Le Brun        | Matthew Beans                           | 17 de abril de 2015 24 de abril de 2015 22 de febrero de 2016                    |
| 37 | "A Hole in One...Too Many" Inglés "Le trou de trop" Francés                         | Hoyo en uno                            | Olivier Derynck      | Alec Holland                            | 16 de abril de 2015 6 de mayo de 2015 23 de febrero de 2016                      |
| 38 | "Hero Dog" Inglés "Un chien héroïque" Francés                                       | Perro héroe                            | Fred Mintoff         | Laura Beck                              | 28 de abril de 2015 7 de mayo de 2015 24 de febrero de 2016                      |
| 39 | "Dog Years" Inglés "Mon vieux Wash" Francés                                         | Años de perro                          | Nima Azarba          | Laura Beck y Melanie Lewis              | 28 de abril de 2015 25 de febrero de 2016                                        |
| 40 | "Un-Bear-able" Inglés "Au sec-ours" Francés                                         | Amor oso                               | Julien Thompson      | Pierre-Gilles Stehr                     | 22 de abril de 2015 26 de febrero de 2016                                        |
| 41 | "Neighborhood Challenge, Part 1" Inglés "La course du quartier 1ère Partie" Francés | La carrera de mascotas - Primera parte | Philippe Leconte     | Erik Wiese                              | 29 de abril de 2015 2 de mayo de 2016                                            |
| 42 | "Neighborhood Challenge, Part 2" Inglés "La course du quartier 2ème Partie" Francés | La carrera de mascotas - Segunda parte | Thierry Sapyn        | Erik Wiese                              | 29 de abril de 2015 3 de mayo de 2016                                            |
| 43 | "Just Like New" Inglés "Comme neuf" Francés                                         | Como nuevo                             | Christophe Pittet    | Antoine Guilbaud                        | 23 de abril de 2015 4 de mayo de 2016                                            |
| 44 | "The Wildest Dream" Inglés "Un rêve complètement fou" Francés                       | Un sueño salvaje                       | Nima Azarba          | Erik Wiese                              | 24 de abril de 2015 5 de mayo de 2016                                            |
| 45 | "Pride Cometh Before the Fowl" Inglés "A chaque jour suffit sa poule" Francés       | Mi amiga la gallina                    | Nicolas Moschini     | Matthew Beans                           | 20 de abril de 2015 6 de mayo de 2016                                            |
| 46 | "Mr. L's Big Trip" Inglés "L'extraterrestre" Francés                                | El extra-terrestre                     | Fred Mintoff English | Matthieu Chevallier                     | 23 de abril de 2015 9 de mayo de 2016                                            |
| 47 | "Masked Fox" Inglés "Renard Masqué" Francés                                         | Las supermascotas                      | Philippe Leconte     | Nicolas Verpilleux English              | 27 de abril de 2015 10 de mayo de 2016                                           |
| 48 | "Our Little Secret" Inglés "Notre petit secret" Francés                             | Nuestro pequeño secreto                | Julien Thompson      | Emmanuel de Franceschi                  | 27 de abril de 2015 11 de mayo de 2016                                           |
| 49 | "Dogs Have More Fun" Inglés "C'est plus drôle d'être un chien" Francés              | Los perros se divierten más            | Thierry Sapyn        | Erik Wiese                              | 21 de abril de 2015 12 de mayo de 2016                                           |
| 50 | "When Pigs Fly" Inglés "Quand les sangliers auront des ailes" Francés               | Cuando los cerdos vuelan               | Philippe Leconte     | Pierre-Gilles Stehr                     | 11 de abril de 2015 21 de abril de 2015 13 de mayo de 2016                       |
| 51 | "Blanket Nightmare" Inglés "La couverture de mes cauchemars" Francés                | La mantita de las pesadillas           | Oliver Derynck       | Erik Wiese                              | 22 de abril de 2015 16 de mayo de 2016                                           |
| 52 | "The Sam Trap" Inglés "Sam se déguise" Francés                                      | El nuevo disfraz de Sam                | Ronan le Brun        | Matthieu Chevallier                     | 24 de abril de 2015 17 de mayo de 2016                                           |

### Temporada 2
| N° | Título original                                        | Título en Hispanoamérica         | Guion por                        | Escrito por                                    | Fecha de estreno         |
| -- | ------------------------------------------------------ | -------------------------------- | -------------------------------- | ---------------------------------------------- | ------------------------ |
| 1  | "Sam Born" Inglés "Sam-nésique" Francés                | Sam pierde la memoria            | Lionel Allair                    | Nicolas Verpilleux                             | 16 de septiembre de 2019 |
| 2  | TBA Inglés "On ne négocie pas avec les souris" Francés | No hay tratos con ratones        | Julien Thompson                  | Balthazar Chapuis                              | 17 de septiembre de 2019 |
| 3  | TBA Inglés "Le jouet qui rend fou" Francés             | Locos por el juguete             | Yannick Zanchetta                | Lionel Allaix                                  | 18 de septiembre de 2019 |
| 4  | TBA Inglés "Maître Poppy" Francés                      | Maestro Poppy                    | Sylvain Girault                  | Nicolas Verpilleux                             | 19 de septiembre de 2019 |
| 5  | TBA Inglés "Les mouches" Francés                       | Las moscas                       | Alexandre Messe                  | Yves Coulon                                    | 20 de septiembre de 2019 |
| 6  | TBA Inglés "Espion domestique" Francés                 | Espías animales                  | Stephanea Beau                   | Johanna Goldschmidt y Laure-Elisabeth Bourdaud | 23 de septiembre de 2019 |
| 7  | TBA Inglés "La baballe d'or" Francés                   | La bola dorada                   | Julien Thompson                  | Balthazar Chapuis                              | 24 de septiembre de 2019 |
| 8  | TBA Inglés "Alvarez le sauvage" Francés                | Más listo que Álvarez            | Maxime Mauboussin                | Gauthier Battoue                               | 25 de septiembre de 2019 |
| 9  | TBA Inglés "Alerte allergie" Francés                   | Alerta de alergia                | Camilo Collao                    | Yves Coulon                                    | 26 de septiembre de 2019 |
| 10 | TBA Inglés "Chacun cherche son Sam" Francés            | Buscando desesperadamente a Sam  | Yannick Zanchetta                | Balthazar Chapuis                              | 27 de septiembre de 2019 |
| 11 | TBA Inglés "Des costumes très attirants" Francés       | Un traje muy atractivo           | Sylvain Girault                  | Johanna Goldschmidt                            | 2 de diciembre de 2019   |
| 12 | TBA Inglés "Le pilo-test" Francés                      | Identificación peluda            | Stéphane Bevilacqua              | Matthieu Chevallier                            | 3 de diciembre de 2019   |
| 13 | TBA Inglés "La chasse aux trésors" Francés             | La cacería del tesoro            | Alexandre Messe                  | Yves Coulon                                    | 4 de diciembre de 2019   |
| 14 | TBA Inglés "Le cousin Alvarez" Francés                 | El primo Álvarez                 | Frederick Chaillou               | Yannick Hervieu                                | 5 de diciembre de 2019   |
| 15 | TBA Inglés "L'autre Wash" Francés                      | Wash por doble                   | Julien Thompson                  | Yannick Hervieu y Cecile Leclere               | 6 de diciembre de 2019   |
| 16 | TBA Inglés "Retour à la nature" Francés                | De vuelta a la naturaleza        | Ryan Chang Lam                   | Nicolas Verpilleux                             | 9 de diciembre de 2019   |
| 17 | TBA Inglés "Par où? C'est par là?" Francés             | ¿Por dónde? ¿Por ahí?            | Amélie Oliveau                   | Balthazat Chapuis                              | 10 de diciembre de 2019  |
| 18 | TBA Inglés "Sam magique" Francés                       | Sam mágico                       | Sylvain Girault                  | Christophe Courty                              | 11 de diciembre de 2019  |
| 19 | TBA Inglés "Maison sous haute connexion" Francés       | El asistente de cada inteligente | Stephane Beau                    | Simon Lecoco                                   | 12 de diciembre de 2019  |
| 20 | TBA Inglés "Ce bon vieux Magnus" Francés               | El viejo y bueno de Magnus       | Yannick Hervieu y Cecile Leclere | Stephanea Beau                                 | 13 de diciembre de 2019  |
| 21 | TBA Inglés "En quarantaine" Francés                    | En cuarentena                    | Ryan Chang Lam                   | Simon Lecoco                                   | 16 de diciembre de 2019  |
| 22 | TBA Inglés "Les reines du déguisement" Francés         | Las reinas del disfraz           | Julien Thompson                  | Balthazar Chapuis                              | 17 de diciembre de 2019  |
| 23 | TBA Inglés "Eugénie fait des étincelles" Francés       | Eugenia se vuelve eléctrica      | Sylvain Girault                  | Yves Coulon                                    | 18 de diciembre de 2019  |
| 24 | TBA Inglés "Un petit tour en forêt" Francés            | Un paseo en el bosque            | Stephanea Beau                   | Christophe Courty                              | 19 de diciembre de 2019  |
| 25 | TBA Inglés "N'oubliez pas le pourboire" Francés        | Y no olvides la propina          | Mohamed Labidi                   | Johanna Goldschmidt y Laure-Elisabeth Boudaud  | 20 de diciembre de 2019  |
| 26 | TBA Inglés "Les tatoués!" Francés                      | Tatuado                          | Olivier Dutranoy                 | Simon Lecoco                                   | 13 de abril de 2020      |
| 27 | TBA Inglés "Le chien volant" Francés                   | El perro volador                 | Alexandre Messe                  | Christophe Courty                              | 14 de abril de 2020      |
| 28 | TBA Inglés "Wash est un bon fils" Francés              | Eres buen hijo, Wash             | Alexandre Messe                  | Yves Coulon                                    | 15 de abril de 2020      |
| 29 | TBA Inglés "Place aux puces" Francés                   | Día de pulgas                    | Ahmed Nasri                      | Pierre-Gilles Sther y Xavier Vaire             | 16 de abril de 2020      |
| 30 | TBA Inglés "Ragoumatou" Francés                        | Papá Gatito                      | Julien Thompson                  | Christophe Courty                              | 17 de abril de 2020      |
| 31 | TBA Inglés "Dératisator" Francés                       | El exterminador                  | Sylvain Girault                  | Balthazar Chapuis                              | 20 de abril de 2020      |
| 32 | TBA Inglés "Avalé tout rond" Francés                   | El anillo perdido                | Oliver Dutranoy                  | Johanna Goldschmidt y Laure-Elisabeth Boudaud  | 21 de abril de 2020      |
| 33 | TBA Inglés "Une truie de trop" Francés                 | Te amo, cerdita                  | Yves Coulon                      | Sylvain Girault                                | 22 de abril de 2020      |
| 34 | TBA Inglés "Supervision" Francés                       | Super-visión                     | Arthur Moncla y Colin Albert     | Nicolas Verpilleux                             | 23 de abril de 2020      |
| 35 | TBA Inglés "En voiture!" Francés                       | Todos a bordo                    | Stephanea Beau                   | Christophe Courty                              | 24 de abril de 2020      |
| 36 | TBA Inglés "Une dent contre Croquette" Francés         | El arte del trato                | Ryan Chang Lam                   | Johanna Goldschmidt y Laure-Elisabeth Boudaud  | 27 de abril de 2020      |
| 37 | TBA Inglés "Véto à domicile" Francés                   | Un veterinario en casa           | Alexandre Messe                  | Yves Coulon                                    | 28 de abril de 2020      |
| 38 | TBA Inglés "La flûte enchantée" Francés                | La flauta mágica                 | Ryan Chang Lam                   | Simon Lecoco                                   | 29 de abril de 2020      |
| 39 | TBA Inglés "La vie de Chalvarez" Francés               | La maldición de Victoria         | Julien Thompson                  | Nathalie Dargent                               | 30 de abril de 2020      |
| 40 | TBA Inglés "Toilettes zone" Francés                    | Zona de inodoro                  | Sylvain Gitault                  | Matthieu Chevallier                            | 1 de mayo de 2020        |
| 41 | TBA Inglés "Le bribri à sa tatie" Francés              | El bebé de la tía                | Alexis Routhiáu                  | Nathalie Dargent                               | 1 de junio de 2020       |
| 42 | TBA Inglés "Le toutou qui sait tout sur tout" Francés  | Washington, el perro maravilla   | Julien Thompson                  | Johanna Goldschmidt y Laure-Elisabeth Boudaud  | 2 de junio de 2020       |
| 43 | TBA Inglés "Des vacances de sauvages" Francés          | Vacaciones salvajes              | Olivier Dutranoy                 | Nicolas Verpilleux                             | 3 de junio de 2020       |
| 44 | TBA Inglés "Entre chien et chat" Francés               | Como perros y gatos              | Ryan Chang Lam                   | Maxime Cormier                                 | 4 de junio de 2020       |
| 45 | TBA Inglés "Attention, animaux stylés" Francés         | Los Zipsters                     | Arthur Moncla                    | Johanna Goldschmidt y Laure-Elisabeth Boudaud  | 5 de junio de 2020       |
| 46 | TBA Inglés "Lapin ! Lapin !" Francés                   | ¡Conejos, conejos, conejos!      | Stephanea Beau                   | Balthazar Chapuis                              | 8 de junio de 2020       |
| 47 | TBA Inglés "La diva du living" Francés                 | La diva de la sala               | Alexandre Messe                  | Lionel Allaix                                  | 9 de junio de 2020       |
| 48 | TBA Inglés "La licorne du bonheur" Francés             | El unicornio de la felicidad     | Julien Thompson                  | Nathalie Dargent                               | 10 de junio de 2020      |
| 49 | TBA Inglés "Le jour de Mitch" Francés                  | Un día muy Mitch                 | Sylvian Girault                  | Maxime Cormier                                 | 11 de junio de 2020      |
| 50 | TBA Inglés "Samsès II" Francés                         | Samsés II                        | Ryan Chang Lam                   | Matthieu Chevallier                            | 12 de junio de 2020      |
| 51 | TBA Inglés "Les origines Partie 1" Francés             | Al principio - Primera parte     | Olivier Dutranoy                 | Johanna Goldschmidt y Laure-Elisabeth Boudaud  | 15 de junio de 2020      |
| 52 | TBA Inglés "Les origines Partie 2" Francés             | Al principio - Segunda parte     | Arthur Moncla                    | Johanna Goldschmidt y Laure-Elisabeth Boudaud  | 16 de junio de 2020      |

## Transmisión
| Fecha de transmisión                         | Cadena                         | Canal                        | Horario        | País | País           |
| Preestreno vip                               | Preestreno vip                 | Preestreno vip               | Preestreno vip | Preestreno vip                                                                                           | Preestreno vip |
| -------------------------------------------- | ------------------------------ | ---------------------------- | -------------- | --- | -------------- |
| 4 de octubre de 2015                         | Disney and ESPN Media Networks | Disney Channel Latin America | 19:45 (Arg.)   | Bandera de México · Bandera de Colombia · Bandera de Venezuela · Bandera de Argentina · Bandera de Chile | Hispanoamérica |
| Estreno                                      |                                |                              |                | |                |
| 19 de octubre de 2015 (Primera temporada)    | Disney and ESPN Media Networks | Disney Channel Latin America | 11:30 (Arg.)   | Bandera de México · Bandera de Colombia · Bandera de Venezuela · Bandera de Argentina · Bandera de Chile | Hispanoamérica |
| 16 de septiembre de 2019 (Segunda temporada) | Disney and ESPN Media Networks | Disney Channel Latin America | 11:15 (Arg.)   | Bandera de México · Bandera de Colombia · Bandera de Venezuela · Bandera de Argentina · Bandera de Chile | Hispanoamérica |